# Ćennaj
Ćennaj lub Madras (hindi चेन्नई, trb.: Ćennaj, trl.: Cennai; tamilski சென்னை, trb.: Sennaj; ang. Chennai; do 2000 hindi मद्रास, trb.: Madras, trl.: Madrās; ang. Madras) – miasto w Indiach na Wybrzeżu Koromandelskim nad Zatoką Bengalską. Jest stolicą stanu Tamilnadu oraz największym ośrodkiem kulturalnym, gospodarczym i edukacyjnym południowych Indii. Jest czwartą aglomeracją miejską w Indiach pod względem ludności. Ćennaj jest wśród najczęściej odwiedzanych miast Indii, w 2015 był 45. miejscem na świecie pod względem ruchu turystycznego. Według Wskaźnika Jakości Życia jest najbezpieczniejszym miastem Indii. Miasto to nazywane jest „indyjską stolicą zdrowia”, 45% ruchu turystycznego to turystyka medyczna. Z powodu dynamicznie zwiększającej się liczby ludności oraz ogólnego rozwoju gospodarczego Indii Ćennaj mierzy się wieloma problemami ekologicznymi, ekonomicznymi i społecznymi.
Obszar metropolitalny Ćennaj jest największą gospodarką miejską w Indiach i zajmuje trzecie miejsce pod względem wartości PKB na mieszkańca. Nazywany jest „Detroit Indii” z uwagi na skoncentrowanie na tym obszarze ⅓ indyjskiego przemysłu samochodowego. W mieście rozwija się także przemysł filmowy, a region ten nazywany jest Kollywood. Ćennaj zostało wybrane do sztandarowego projektu Narendry Modiego, który ma przekształcić 100 miast w smart city.

## Historia
Założone w 1639 r. jako faktoria handlowa przez Brytyjską Kompanię Wschodnioindyjską. Rok później Brytyjczycy zbudowali Fort Św. Jerzego, który stał się rdzeniem przyszłego miasta. W 1746 r. Madras został zdobyty przez wojska francuskie pod dowództwem generała Bertranda Le Bourdonnaisa. Trzy lata później jednak, Brytyjczycy odzyskali kontrolę nad miastem w wyniku postanowień traktatu pokojowego z Akwizgranu z 1748 r.
22 września 1914 niemiecki krążownik SMS Emden ostrzelał brytyjskie instalacje. Choć zniszczenia były stosunkowo niewielkie, w mieście wybuchła panika i epizod był ciosem w brytyjskie morale.
W 2000 roku zmieniono nazwę miasta w języku angielskim z Madras na Chennai, a w języku hindi z Madras na Ćennaj. Nie zmieniano zaś nazwy tamilskiej, która i wcześniej brzmiała Sennaj.

## Klimat
Klimat jest gorący i wilgotny przez większą część roku. Najgorętszy jest maj i pierwsza część czerwca z temperaturą maksymalną od 38 do 42 °C. Najzimniejszy jest styczeń z temperaturą minimalną około 18–20 °C. Rekord najniższej temperatury to 15,8 °C, a najwyższej 45 °C. Średni roczny opad to 1300 mm, z czego większość przypada na północno-wschodni monsun od połowy września do połowy grudnia. Cyklony z Zatoki Bengalskiej czasem docierają do miasta. Najwyższy roczny opad zanotowano w roku 2005 (2570 mm).

## Gospodarka

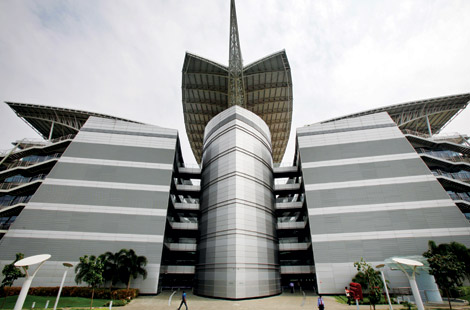
Siedziba Tata Group w Ćennaj

Według szacunków PKB (PSN) obszaru metropolitalnego Ćennaj wynosi między 58,6 a 66 mld dolarów, co daje 4. lub 6. miejsce wśród miast Indii. W mieście dynamicznie rozwija się przemysł samochodowy, nowych technologii, zdrowotny oraz produkcyjny. Od 2012 roku Ćennaj jest drugim ośrodkiem informatycznym i outsourcingu procesów biznesowych w Indiach. Jedna trzecia całego przemysłu samochodowego Indii znajduje się w Ćennaj, dlatego miasto zwane jest „Detroit Indii”. Miasto znane jest jako kulturalna stolica południowych Indii i jest 3. indyjskim miastem pod względem liczby odwiedzin przez zagranicznych turystów. Miasto jest siedzibą Madras Stock Exchange, 4. pod względem kapitalizacji w Indiach oraz 3. pod względem wielkości obrotów akcjami (między Bombay Stock Exchange a National Stock Exchange of India).

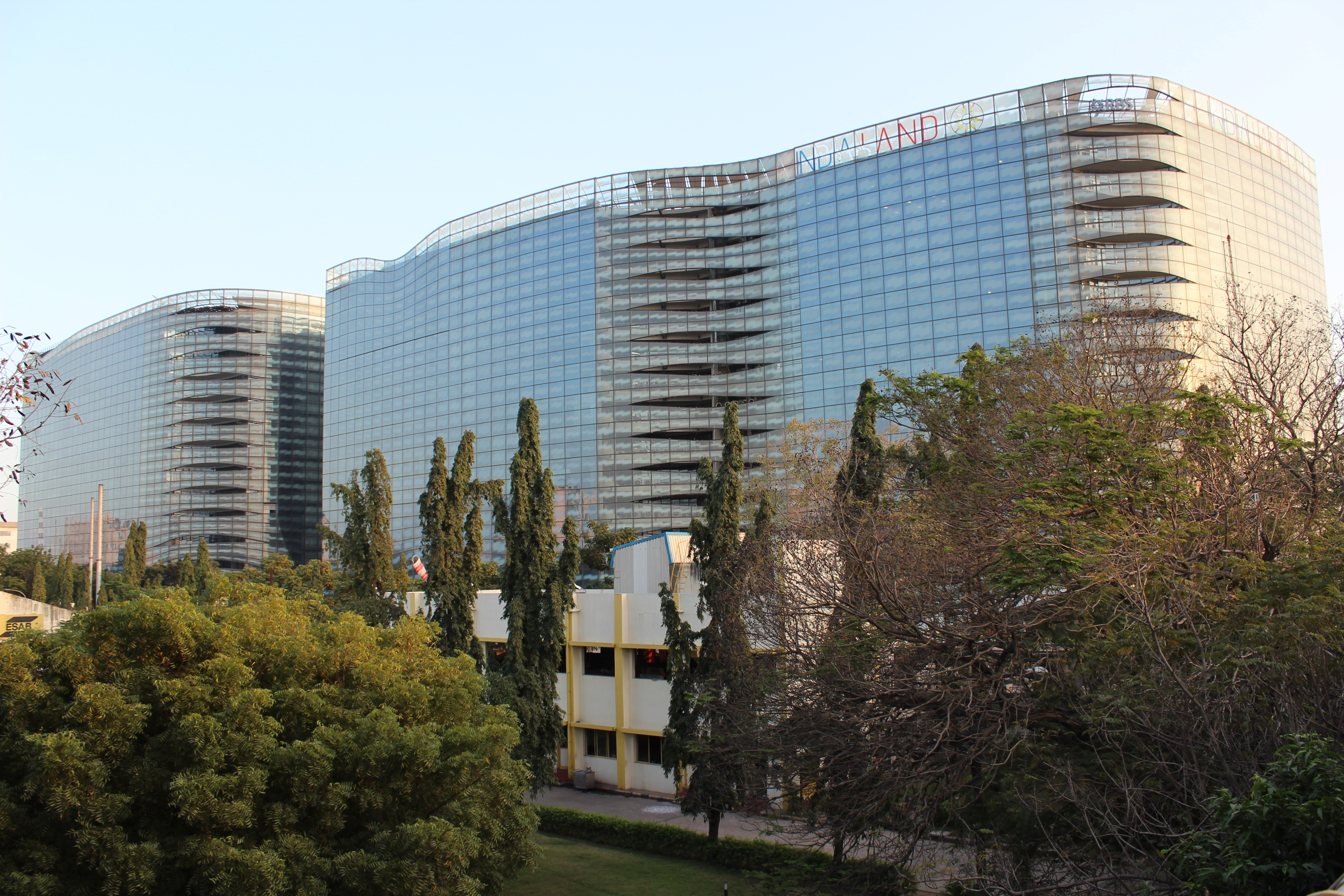
Budynki India Land Tech Park

Industrializacja miasta rozpoczęła się w XVI wieku, kiedy zaczęły powstawać zakłady włókiennicze eksportujące towary do Wielkiej Brytanii. Według magazynu Forbes Ćennaj jest jednym z najszybciej rozwijających się miast świata. Jest na 4. miejscu wśród miast z największą liczbą oddziałów przedsiębiorstw z listy Fortune 500, zaraz po Mumbaju, Delhi i Kalkucie. W mieście tym znajdują się również siedziby 24 indyjskich firm, których wartość przekracza 1 mld dolarów.
Ćennaj ma zdywersyfikowaną gospodarkę opartą na przemyśle samochodowym, komputerowym, produkcyjnym, medycznym i finansowym. Według Confederation of Indian Industry w 2025 wartość gospodarki aglomeracji wyniesie 100 mld dolarów. W 2012 roku ukończono budowę gazociągu, który zaoptatruje strefę przemysłową w mieście. Koszt inwestycji wyniósł 1 lakh koti (ok. 15,4 mld dolarów). Ćennaj jest klasyfikowane przez GaWC jako miasto globalne kategorii Beta.
40% samochodów i 45% podzespołów samochodowych produkowanych w Indiach pochodzi z Ćennaj. W mieście znajdują się zakłady takich firm, jak Royal Enfield, Hyundai, Renault, Robert Bosch, Nissan Motors, Ashok Leyland, Yamaha Motor, Daimler AG, Caterpillar, Ford, BMW, Mitsubishi, Komatsu oraz BharatBenz. W Heavy Vehicles Factory produkuje się pojazdy wojskowe, głównie czołgi Arjun MBT. Integral Coach Factory produkuje wagony kolejowe oraz pojazdy szynowe dla Indian Railways. W strefie przemysłowej Ambattur–Padi działają głównie fabryki odzieży, a na południowych obrzeżach miasta powstała specjalna strefa ekonomiczna, w której zlokalizowane są zakłady odzieżowe oraz obuwnicze. 50% indyjskiego eksportu skór pochodzi z Ćennaj.
W Ćennaj znajdują się oddziały wielu instytucji finansowych takich, jak Bank Światowy, ABN AMRO, Bank of America, Royal Bank of Scotland, Goldman Sachs, Barclays, HSBC, ING, Allianz, Azjatycki Bank Rozwoju, Credit Suisse, BNP Paribas, Deutsche Bank oraz Citibank. Ponadto w mieście znajdują się siedziby banków krajowych i lokalnych, a także firm ubezpieczeniowych. W Ćennaj znajdują się siedziby firm telekomunikacyjnych, m.in. Samsung, Nokia Siemens, Motorola, Lenovo, Dell oraz wiele innych. Miasto to jest największym eksporterem sprzętu elektronicznego w Indiach, stanowiąc 45% eksportu krajowego. W mieście znajdują się także centra badawcze m.in. Ericsson, Alcatel-Lucent, Pfizer oraz Dow Chemicals. W Ćennaj zlokalizowane jest kilka parków technologicznych.

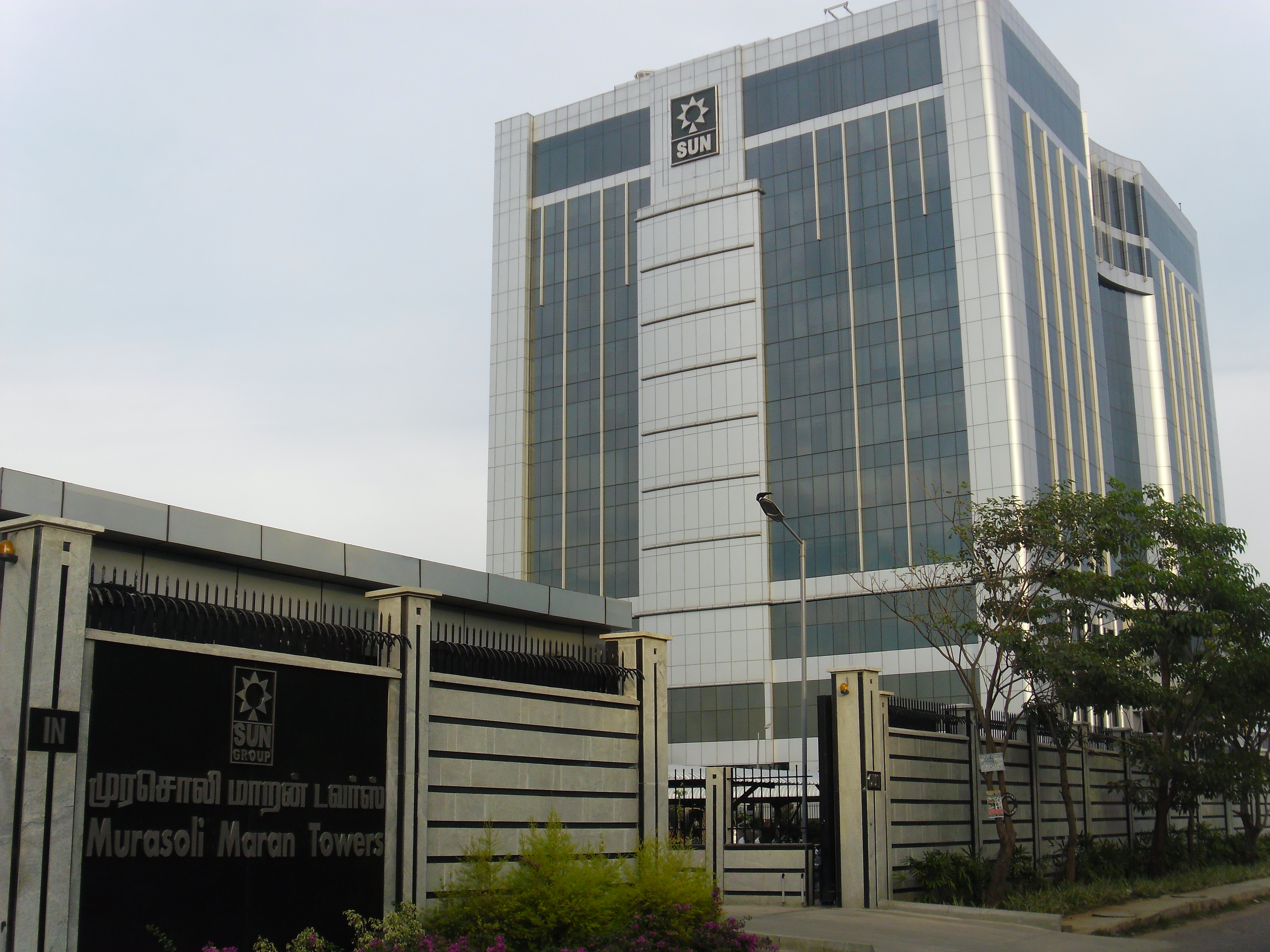
Siedziba SUN Network, największej prywatnej stacji telewizyjnej w Indiach

Badania przeprowadzone przez National Housing Bank wykazały, że w Ćennaj odnotowano najwyższy wzrost cen nieruchomości po kryzysie w latach 2008–2012. Duże znaczenie w gospodarce miasta ma turystyka medyczna oraz przemysł filmowy i telewizyjny. Z 385 superbogaczami Ćennaj znajduje się na 6. miejscu wśród indyjskich miast z największą liczbą miliarderów. Miasto jest 3. co do wielkości rynkiem dla samochodów luksusowych w Indiach.

## Oświata
Ćennaj zajmuje drugie miejsce wśród indyjskich miast z 90,33% wskaźnikiem alfabetyzacji. W mieście znajduje się wiele szkół publicznych i prywatnych, z których część otrzymuje wsparcie finansowe od rządu.
Szkoły publiczne są finansowe ze środków Chennai Corporation (korporacja miejska zarządzająca miastem); do 330 szkół publicznych uczęszcza 142 387 uczniów. Zajęcia szkolne prowadzone są w językach tamilskim i angielskim, ale w niektórych szkołach używa się również języka telugu oraz urdu. Szkoły publiczne i prywatne zrzeszone są w kilku komisjach edukacyjnych, które zajmują się ich nadzorowaniem oraz prowadzeniem nauczania w określonych rejonach kraju. Obowiązkowa edukacja w Ćennaj zaczyna się w wieku trzech lat, kiedy dziecko zapisywane jest do dwuletniego przedszkola. Później zgodnie z system oświaty Indii dziecko uczy się w 10-letniej szkole podstawowej, 2-letniej szkole średniej niższego stopnia oraz na 3-letniej szkole średniej wyższego stopnia.

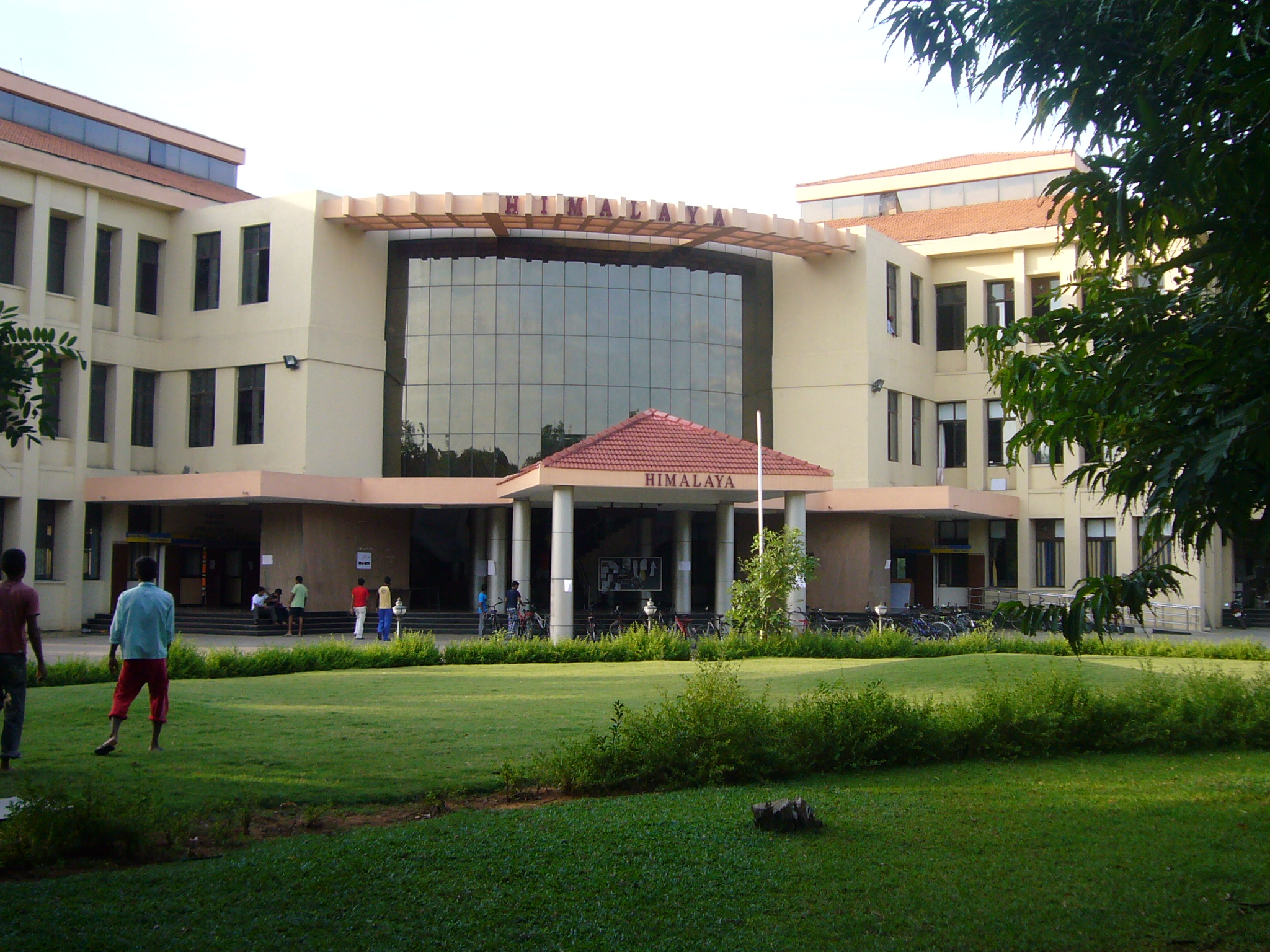
Budynek Indyjskiego Instytutu Technologicznego w Ćennaj

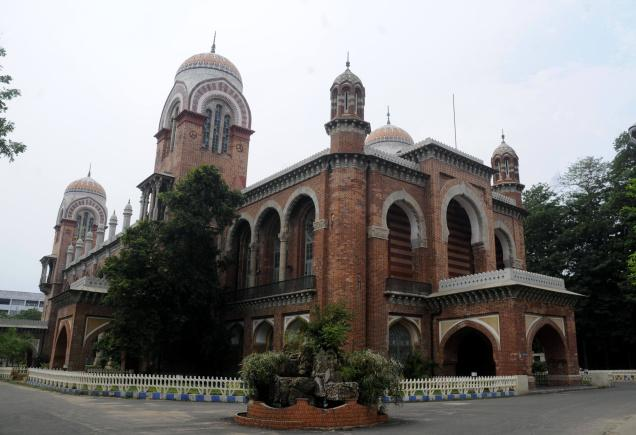
Budynek administracyjny University of Madras

Angielski jest językiem wykładowym w większości szkół wyższych. University of Madras, założony w 1857 r., jest jedną z trzech pierwszych nowożytnych uczelni w Indiach. Innymi większymi uczelniami w mieście są: Indian Institute of Technology Madras, Women's Christian College, Chennai, Asian College of Journalism, Chennai oraz Narodowy Instytut Technologii Mody.

## Znane osobistości
- Mahesh Bhupathi – tenisista,
- Narain Karthikeyan – kierowca Formuły 1,
- Viswanathan Anand – mistrz świata w szachach,
- Dommaraju Gukesh – mistrz świata w szachach,
- A. Maria Irudayam(inne języki) – dwukrotna mistrzyni świata w carrom(inne języki).

## Miasta partnerskie
- Denver[49], San Antonio[50]
- Kuala Lumpur[51]
- Wołgograd[52]
- Ulsan[53]
- Chongqing[54]